# Mattia Placidi
Mattia Placidi (Roma, 25 dicembre 1990) è un tuffatore italiano.

## Biografia
I genitori si sono separati, la madre si è risposata, nel 2006 mattia ha avuto la gioia di avere una sorella. Nel 2011 è stato convocato ai Campionati europei di tuffi di Torino 2010 dove è stato schierato quale rappresentante maschile nella piattaforma 10m. In gara si è qualificato per la finale grazie al dodicesimo posto nel turno qualificatorio sfiorando i 400 punti. In finale ha concluso al dodicesimo dietro al connazionale Maicol Scuttari.